# Warner Baxter
Warner Leroy Baxter (Columbus, 29 de março de 1889 – Beverly Hills, 7 de maio de 1951) foi um ator estadunidense.

## Biografia e carreira
Nascido em Columbus, Ohio, ele se mudou para São Francisco, Califórnia com a sua mãe depois que ela ficou viúva, quando ele tinha apenas nove anos de idade. Depois do terremoto de 1906, sua família se viu forçada a viver numa barraca por duas semanas. Em 1910, Baxter já estava no teatro vaudeville, e a partir desta data começa a sua carreira de ator.
Em 1918, estreia no cinema como figurante. Seu primeiro papel importante veio três anos depois em Sheltered Daughters e logo se tornou um dos mais populares atores do cinema mudo. Estrelou em quase cinquenta produções durante a década de 1920. Seu papel mais lembrado é o de Cisco Kid em In Old Arizona de 1929, o primeiro filme de faroeste falado. Sua performance neste filme lhe rendeu o segundo prêmio Oscar de melhor ator principal. Outros sucessos como Grand Canary de 1934, Broadway Bill de 1934 e Kidnapped de 1938 seguiram.
Em 1936 Baxter era o ator mais bem pago de Hollywood, mas em 1943 sua carreira começou a declinar e ele passou a estrelar em vários filmes-B. Em toda sua carreira no cinema, que durou de 1914 até 1950, Baxter estrelou em aproximadamente cem filmes. Foi casado com a também atriz Winifred Bryson de 1918 até a sua morte.
Baxter sofria de artrite e em 1951, aos 62 anos, fez uma lobotomia para tentar aliviar a dor que sentia. Pouco tempo depois, veio a falecer de pneumonia. Está enterrado no Cemitério Forest Lawn Memorial em Glendale, Califórnia.
Sua estrela na Calçada da Fama está localizada no número 6290 da avenida Hollywood Boulevard.